# Seznam senatorjev osme italijanske legislature
Seznam senatorjev 8. legislature Republike Italije je urejen po političnih strankah.

## Krščanska demokracija
- Lucio Abis
- Alessandro Agrimi
- Beniamino Andreatta
- Giuseppe Avellone
- Luciano Bausi
- Claudio Beorchia
- Enzo Berlanda
- Paolo Bevilacqua
- Antonio Bisaglia
- Carlo Boggio
- Vincenzo Bombardieri
- Adriano Bompiani
- Francesco Paolo Bonifacio
- Giuseppe Borzi
- Attilio Busseti
- Carlo Buzzi
- Gino Cacchioli (konec mandata 31.8.1981)

Armando Foschi (začetek mandata 30.9.1981)
- Antonino Calarco
- Luigi Carraro (konec mandatal'8.11.1980)

Emilio Neri (začetek mandata l'11.11.1980)
- Angelo Castelli
- Onorio Cengarle
- Giuseppe Cerami
- Giovanni Silvestro Coco
- Pietro Colella
- Vittorino Colombo
- Giulio D'Agostini
- Luciano Dal Falco
- Saverio Damagio
- Saverio D'Amelio
- Errico D'Amico
- Bernardo d'Arezzo
- Giancarlo De Carolis (konec mandata 7.7.1981)

Ilo Mariotti (začetek mandata l'8.7.1981)
- Danilo De' Cocci
- Giorgio Degola
- Onio Della Porta
- Francesco Deriu
- Fabiano De Zan
- Osvaldo Di Lembo
- Carlo Donat-Cattin
- Alessandro Carlo Faedo
- Franca Falcucci
- Severino Fallucchi
- Amintore Fanfani
- Nicola Ferrara
- Mario Ferrari-Aggradi
- Giuseppe Fimognari
- Renzo Forma
- Luciano Forni
- Luigi Genovese
- Delio Giacometti
- Bruno Giust
- Guido Gonella (konec mandata 19.8.1982)

Luigia Barin (začetek mandata 3.9.1982)
- Luigi Granelli
- Niccolò Grassi Bertazzi
- Giuliano Gusso
- Carlo Lavezzari
- Giosuè Ligios (konec mandata 21.12.1979)

Angelo Lai (začetek mandata 9.1.1980)
- Giorgio Longo
- Luigi Macario
- Peppino Manente Comunale
- Aristide Marchetti
- Giovanni Marcora (konec mandata 5.2.1983)

Angelo Cordara (začetek mandata 9.2.1983)
- Libero Mazza
- Giacomo Samuele Mazzoli (konec mandata 22.5.1983)

Arturo Maria Guatelli (začetek mandata 21.6.1983)
- Leonardo Melandri
- Pietro Mezzapesa
- Giuseppe Miroglio
- Tommaso Morlino (konec mandata 6.5.1983)

Giuseppe Locatelli (začetek mandata 12.5.1983)
- Antonino Murmura
- Gualtiero Nepi
- Giuseppe Oriana
- Giulio Cesare Orlando
- Pietro Pala
- Carlo Pastorino
- Francesco Patriarca
- Angelo Pavan
- Mario Pedini (konec mandata 26.2.1980)

Ambrogio Colombo (začetek mandata 28.2.1980)
- Giuseppe Petrilli
- Francesco Rebecchini
- Cristoforo Ricci (konec mandata 4.1.1983)

Giuseppe Giliberti (začetek mandata 21.1.1983)
- Antonino Riggio
- Camillo Ripamonti
- Carlo Romei
- Vito Rosa
- Giorgio Renzo Rosi
- Mariano Rumor
- Tarcisio Salvaterra
- Giuseppe Santonastaso
- Learco Saporito (začetek mandata 11.10.1979)
- Adolfo Sarti
- Decio Scardaccione
- Mario Scelba
- Pietro Schiano
- Remo Segnana
- Ignazio Vincenzo Senese
- Salvatore Sica
- Giovanni Spezia
- Giorgio Spitella
- Gaetano Stammati
- Rodolfo Tambroni Armaroli
- Alfonso Tanga
- Eugenio Tarabini
- Emilio Paolo Taviani
- Elio Tiriolo (konec mandata 13.10.1982)

Francesco Smurra (začetek mandata 20.10.1982)
- Giuseppe Tonutti
- Mario Toros
- Riccardo Triglia
- Ferdinando Truzzi (konec mandata 10.12.1981)

Vincenzo La Russa (začetek mandata 11.12.1981)
- Mario Valiante
- Vincenzo Vernaschi
- Glicerio Vettori
- Sebastiano Vincelli
- Claudio Vitalone

## Komunisti
- Gastone Angelin
- Renzo Antoniazzi
- Emilio Maria Giuseppe Argiroffi
- Giovanni Bellinzona
- Ettore Benassi
- Gianfilippo Benedetti
- Antonio Berti
- Flavio Luigi Bertone
- Arrigo Boldrini
- Rodolfo Pietro Bollini
- Renzo Bonazzi
- Giorgio Bondi
- Giovanni Calice
- Giovanni Battista Carlassara
- Domenico Cazzato
- Giuseppe Antonio Chiarante
- Gerardo Chiaromonte
- Walter Chielli
- Aurelio Ciacci
- Anna Conterno Degli Abbati
- Luigi Giuseppe Cortesi (začetek mandata 21.10.1982)
- Claudio Ferrucci (konec mandata 22.3.1983)

Bernardino Alvaro Jovannitti (začetek mandata 24.3.1983)
- Sergio Flamigni
- Donato Michele Fragassi
- Giuseppe Gatti
- Gabriella Gherbez
- Daverio Clementino Giovannetti
- Giorgio Granzotto
- Enrico Graziani
- Vinci Grossi
- Paolo Guerrini
- Renato Guttuso
- Epifanio La Porta
- Giovanna Lucchi
- Francesco Lugnano
- Cesare Margotto
- Carlo Marselli
- Leopoldo Attilio Martino
- Andrea Mascagni
- Modesto Gaetano Merzario
- Silvio Miana
- Armelino Milani
- Michele Miraglia
- Antonio Mola
- Giuseppe Montalbano
- Arrigo Morandi
- Ezio Ottaviani
- Pasquale Panico
- Antonino Papalia
- Ugo Pecchioli
- Pietro Pinna
- Sergio Pollastrelli
- Carlo Pollidoro
- Giuliano Procacci
- Camilla Ravera (začetek mandata 11.1.1982)
- Marina Rossanda
- Pasquale Salvucci (konec mandata 1.2.1983)

Alfredo Caprari (začetek mandata 2.2.1983)
- Irmo Sassone
- Vittorio Sega
- Mario Sestito
- Vincenzo Sparano (konec mandata 19.3.1980)

Michele Iannarone (začetek mandata 19.3.1980)
- Dante Stefani
- Araldo Tolomelli
- Luigi Tropeano
- Giovanni Battista Urbani
- Pietro Valenza
- Tullio Vecchietti
- Mario Venanzi
- Giuseppe Vitale
- Agostino Zavattini
- Angelo Ziccardi

## Socialistična stranka Italije
- Libero Della Briotta
- Fabio Fabbri
- Giuseppe Ferralasco
- Francesco Fossa
- Antonio Landolfi
- Bruno Lepre
- Cornelio Masciadri
- Amleto Monsellato
- Pietro Nenni (konec mandata 1.1.1980)
- Enrico Quaranta
- Francesco Recupero (konec mandata 6.7.1983)
- Roberto Spano
- Attilio Spozio (konec mandata 29.1.1980)

Margherita Boniver (začetek mandata 6.2.1980)
- Augusto Talamona (konec mandata 6.7.1980)
- Mario Vignola
- Sisinio Zito

## Neodvisna levica
- Giuseppe Branca
- Paolo Brezzi
- Eduardo De Filippo (začetek mandata 26.9.1981)
- Peppino Fiori
- Raniero La Valle
- Claudio Napoleoni
- Ferruccio Parri (konec mandata 8.12.1981)
- Nino Pasti
- Carla Alberta Ravaioli
- Libero Riccardelli
- Angelo Romanò
- Tullio Vinay

## Italijansko socialno gibanje - nacionalna desnica
- Cristoforo Filetti
- Tommaso Mitrotti
- Riccardo Monaco
- Biagio Pecorino (konec mandata 31.1.1983)

Vincenzo Madonia (začetek mandata 2.2.1983)
- Giorgio Pisanò

## Socialdemokratska stranka Italije
- Egidio Ariosto
- Luigi Buzio
- Cesarino Dante Cioce
- Gianfranco Conti Persini
- Anselmo Martoni
- Francesco Parrino
- Dino Riva
- Giosi Roccamonte
- Giuseppe Saragat

## Republikanci
- Giuseppe Fassino (PLI)
- Sergio Fontanari (SVP)
- Giovanni Leone
- Cesare Merzagora
- Karl Mitterdorfer (SVP)
- Gianfranco Spadaccia (P.Rad)